# Мучник, Лариса Львовна
Лари́са Льво́вна Му́чник (31 июля 1956, Коростышев, Житомирская область — 5 февраля 2015, Николаев) — украинская шахматистка и тренер, международный мастер (1983) среди женщин.

## Биография
Участница ряда чемпионатов СССР, лучшие результаты: 1983 — 2—3-е, 1984 — 3—5-е, 1985 — 6—7-е места. Участница зонального турнира ФИДЕ в Чернигове (1985). Лучший результат в международных соревнованиях: Дечин (1982) — 2—3-е места. Чемпионка Украины 1980 и 1983 годов. Жила в Николаеве.
В составе ДСО «Зенит» серебряный призёр 13-го командного Кубка СССР (1984) в Киеве.
Муж (с 1980) — тренер по шахматам Аркадий Романович Шмирин.
| Графики недоступны из-за технических проблем. См. информацию на Фабрикаторе и на mediawiki.org. |

## Книги
- Этюды. Издательство: Москва. «Физкультура и спорт», 2002 г., 320 стр. (в соавторстве с Р. А. Хаецким)